# Wide Area Augmentation System

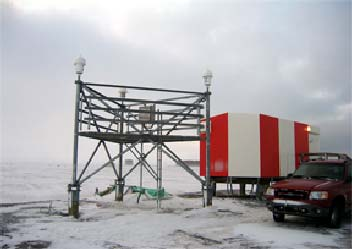
Een WAAS-referentiestation in Alaska.

Wide Area Augmentation System (WAAS) is een navigatiesysteem, bestaande uit een aantal grondstations en een aantal geo-stationaire satellieten.
De functie van WAAS is het verhogen van de beschikbaarheid en nauwkeurigheid van de plaatsbepaling met het global positioning system (gps) en het verhogen van de integriteit van gps. Verhoging van de nauwkeurigheid gebeurt met behulp van correcties. Deze worden via de geostationaire satelliet naar de gebruiker gezonden op dezelfde frequentie als het L1-signaal.
Transit · gps · GLONASS · Galileo · Beidou    —   
Gerelateerd: EGNOS · WAAS · LAAS